# Волыново (Ярославская область)
Волыново — деревня в Большесельском сельском поселении Большесельского района Ярославской области.

## Население
По данным статистического сборника «Сельские населенные пункты Ярославской области на 1 января 2007 года», в деревне Волыново проживает 14 человек. По топокарте на 1973 год в деревне проживало 19 человек.

## География
Деревня расположена на юге района на левом берегу реки Молокша в её верхнем течении. Деревня стоит на поле, длиной около 3,5 км и шириной 1,5 км, окружённом заболоченными лесами. На этом поле кроме Волыново ниже по течению, к северу стоят деревни Широканово и Березино. Через эти деревни проходит дорога к центру района Большому Селу. В южном направлении на противоположном правом берегу Молокши стоят деревни Починок и Николо-Молокша, самая южная деревня района. Далее на юг по Молокше стоят деревни Угличского района. В западном направлении от Волыново обширный лесной массив, вплоть до долины реки Кисьма, где также деревни Угличского района.